# Konstantan (legura)
Konstantan (engl. constantan, od lat. constans, genitiv constantis: nepromjenjiv, postojan) je legura ili slitina bakra i nikla (omjer 55 : 45). Zbog velike električne otpornosti upotrebljava se za izradu električnih otpornika s promjenljivim otporom (reostat), a zbog stalnoga temperaturnoga koeficijenta otpornosti i za izradu termočlanaka (termoelemenata), na primjer za visokotemperaturne termometre (u paru sa željezom ili bakrom).

## Termočlanak
Termočlanak ili termoelement je vrsta termometra namijenjena pretežno mjerenju viših temperatura (do 1 500 °C), a osniva se na Seebeckovu učinku ili Seebeckovu efektu, to jest fizikalnoj pojavi da u dva električna vodiča od različita materijala, kojima su krajevi spojeni, nastaje električni napon, odnosno teče električna struja, ako su spojevi na različitim temperaturama. Nastali napon ramjeran (proporcionalan) je razlici temperature između toplijeg i hladnijega spoja vodiča. Različiti parovi materijala (termoparovi) daju različite napone za istu razliku temperature, pa se najčešće odabiru oni koji u određenom području temperature daju najveće napone. Najpoznatiji su termoparovi željezo-konstantan, platina-platinarodij, nikal-kromnikal i bakar-konstantan. 